# Condat, Cantal

Condat este o comună în departamentul Cantal, Franța. În 1 ianuarie 2022 avea o populație de 950 de locuitori.